# توماس بانيستر
توماس بانيستر(بالإنجليزية: Thomas Bannister)‏: توماس بانيستر (1799-1874) جندي ومستكشف لمنطقة غرب أستراليا، ولد في ستيننج، ساسكس, إنجلترا، ووصل في أستراليا الغربية في عام 1829 في سن 30، وكان برتبة نقيب على متن Atwick مع 3 موظفين من لندن، إنجلترا.
لدى وصوله منطقة فريمانتل رافق توماس بريدوود ويلسون لاختير أراضي المستوطنات على طول نهر كاننغ Canning, في وقت لاحق من العام نفسه اكتشف حوض دارلينج.